# Leo Ernesti
Leo Ernesti (* 3. September 1925 in Paderborn; † 19. November 1996 in Bad Driburg) war ein deutscher Offizier und Politiker (CDU).

## Leben
Nach dem Besuch der Volksschule wurde Ernesti 1942 wegen illegaler Jugendarbeit kurzzeitig von der Gestapo verhaftet. Am 20. Januar 1943 beantragte er die Aufnahme in die NSDAP und wurde zum 20. April desselben Jahres aufgenommen (Mitgliedsnummer 9.468.496). Von 1943 bis 1945 nahm er als Soldat am Zweiten Weltkrieg teil. Er wurde als Leutnant und Kompanieführer eingesetzt, zuletzt schwer verwundet.
Nach dem Kriegsende schlug Ernesti eine Beamtenlaufbahn ein und war zunächst Leiter einer Rundfunkstelle bei der Deutschen Bundespost. 1957 wechselte er in den Dienst der Bundeswehr. Hier war er Ausbildungs- und Lehroffizier der Luftwaffe, Hilfsreferent im Führungsstab sowie Chef einer Stabskompanie beim Truppenkommando. Seit 1963 war er als Hilfsreferent im Ministerbüro des Bundesministeriums der Verteidigung tätig. 1966 übernahm er kurzzeitig die Leitung des Ministerbüros des Bundesministeriums für Vertriebene, Flüchtlinge und Kriegsgeschädigte. Zuletzt erhielt er die Ernennung zum Oberst der Reserve. 
Ernesti schloss sich 1949 der Jungen Union (JU) an und wurde zum Vorsitzenden der JU Ostwestfalen-Lippe gewählt. Seit 1951 war er Mitglied der CDU.
Ernesti war Ratsmitglied der Stadt Paderborn. Dem Deutschen Bundestag gehörte er vom 9. März 1967, als er über die Landesliste der CDU Nordrhein-Westfalen für den verstorbenen Abgeordneten Heinrich Wilper nachrückte, bis 1980 an. Von 1972 bis 1980 vertrat er im Parlament den Wahlkreis Höxter.
1980 wurde er mit dem Verdienstkreuz 1. Klasse der Bundesrepublik Deutschland ausgezeichnet.